# Patrick W. Engel
Patrick W. Engel (* 19. Juni 1974 in Thüringen) ist ein deutscher Musiker und Musikproduzent. Der Multiinstrumentalist spielte unter anderem unter den Pseudonymen Angel of Doom, Bathorick oder Angel of Disease in diversen Black-Metal- und Thrash-Metal-Bands.

## Leben

### Musiker
Ab dem Alter von vier Jahren brachte sich Engel die Grundkenntnisse des Klavierspiels autodidaktisch und nach Gehör bei. Von 1986 bis 1990 absolvierte er an der Musikschule Pössneck eine vierjährige Gitarrenausbildung im Fach „Klassik, Swing, Blues & Improvisation“, bevor er sich parallel dazu das Schlagzeugspiel selbst aneignete und seine erste Band gründete. 
Erste Live-Erfahrungen sammelte er im Jahre 1987 als Aushilfs-Bassist einer Ton-Steine-Scherben-Coverband aus Neustadt an der Orla, deren Originalmitglied zum Reservedienst der Nationalen Volksarmee eingezogen wurde. Kurz darauf orientierte er sich musikalisch in Richtung Thrash- und Death Metal und gründete 1990 mit zwei Freunden die Gruppe Cenotaph, aus der 1993 die Formation Nameless hervorging. Von 1995 bis 2003 war er Gitarrist der thüringischen Black/Thrash/Death-Metal-Band Impending Doom. Weitere Alben, unter anderem auf Merciless Records und Avantgarde Music brachte er mit Eternity und Buried God heraus. Als Gastmusiker spielte er unter anderem bei Atanatos oder komponierte und arrangierte Intros für Bands wie beispielsweise Desaster (auf dem Album Angelwhore, 2005). Er ist außerdem in der ein oder anderen Rolle auf allen Heaven-Shall-Burn-Alben der 2000er Jahre zu hören.
Von 2008 bis 2010 war er Schlagzeuger der Band Macbeth.
Nachdem Engel in seiner mehr als zwanzigjährigen Karriere als aktiver Musiker in ca. 30 Bands und Studioprojekten aktiv war, zog er sich mit Beginn seiner selbstständigen Tätigkeit allmählich aus dem Livesektor zurück und unterhält hobbymäßig nur noch die Death-Metal-Band Hatespawn, die er mit einem befreundeten Musikerkollegen unregelmäßig aufleben lässt, um Platten zu veröffentlichen.

### Produzent
Mitte der 1990er Jahre produzierte er erste Demos – sowohl für die eigene Band (er spielte mittlerweile bei Impending Doom) als auch befreundete Musikerkollegen, bevor er im Jahre 1997 das Rape of Harmonies-Studio in Triptis mitgründete. Seit 2010 betreibt er ein Ein-Mann-Unternehmen unter dem Namen Temple of Disharmony. In seinem Studio produzierte Engel unter anderem Alben der Bands Heaven Shall Burn, Hellish Crossfire, Macbeth, Desaster, Erazor, Purgatory oder Nocturnal Witch. Zudem wird er häufig mit dem Remastering von Wiederveröffentlichungen betraut und arbeitete in dieser Rolle unter anderem an Alben von Bands unterschiedlicher Stilrichtungen wie At War, Darkthrone, Grave, Jag Panzer und Manilla Road.

## Diskografie

### Als Musiker
Mit Anael (Bass)
- 2003: Necromantic Rituals (Barbarian Wrath)
- 2003: Your Pain Is My Lust / Hope Is a Bitch (Split-7’’ mit Lust, Iron Tyrant)

Mit Buried God (Schlagzeug)
- 2002: Eye of the Sleepless / Back to Wreck Your Neck (Split-7’’ mit Anael, Hatespawn Incorporated)
- 2003: Dark Revelation (Merciless Records)
- 2004: Buried God - Sacrificed (Merciless Records)

Mit Centotaph (Schlagzeug und Gesang)
- 1991: Empire of Damnation (Demo)
- 1991: Eternal Darkness (Demo)
- 1991: Painful Death (Demo)
- 1991: Promotape October 1991
- 1992: Promotape January 1992
- 1992: Curse of Evil (Demo)
- 1992: Misunderstanding of Horror (Demo)

Mit Eternity (Bass)
- 2004: …And the Gruesome Returns with Every Night (World Terror Committee)
- 2007: Funeral Mass (Avantgarde Music)

Mit Hatespawn (Schlagzeug, Bass, Rhythmus- und Leadgitarren)
- 2005: Death Cult / Spell of the Fullmoon (Split-7’’ mit Signum Diabolis, Obscure Abhorrence Productions)
- 2007: Ascent from the Kingdom Below (Demo, Eigenproduktion)
- 2008: Dead Congregation / Hatespawn (Split-7’’ mit Dead Congregation, Nuclear Winter Records)
- 2011: Mass Celebration for the Seven Blood-Bounding Rituals of Misery, Death and Abomination (Split-7’’ mit Charon, Sepulchral Voice Records)
- 2012: Blasphemous Redeemer (Demo, Eigenveröffentlichung)

Mit Heaven Shall Burn (Gastmusiker und Produzent)
- 2000: Asunder (Lifeforce Records)
- 2002: Whatever It May Take (Lifeforce Records, Wiederveröffentlichung 2007)
- 2004: Antigone (Century Media, LP auf Lifeforce Records)
- 2006: Deaf To Our Prayers (Century Media)
- 2008: Iconoclast (Part 1: The Final Resistance) (Century Media)
- 2010: Invictus (Iconoclast III) (Century Media)

Mit Impending Doom (Rhythmus- und Leadgitarre)
- 1995: Messias Abaddon (Demo)
- 1996: Pagan Fires - Promo 1996 (Demo)
- 1997: Caedes Sacrilegae (Perverted Taste)
- 1998: Signum of Hate (Perverted Taste)
- 2001: Apocalypse III – The Manifested Purgatorium (Cudgel Vertrieb)

Mit Macbeth (Schlagzeug & Albumproduktionen)
- 2009: Gotteskrieger (Massacre Records)
- 2011: 25 Jahre Macbeth – From Hell (DVD, Firefield Records)
- 2012: Wiedergänger (Massacre Records, nur noch als Gastmusiker)

Mit Nameless (Schlagzeug)
- 1993: Illusions (Demotape, Thuringia Records)
- 1994: The Final Decision (LP, Eigenproduktion)

Mit Signum Diabolis (Schlagzeug, Bass, Gitarren, Gesang, Produktion)
- 2005: Spell Of The Fullmoon (Split-7" mit Hatespawn)

Mit The 7th Gate (Keyboards)
- 1996: Fabulae (Demo)

Als Gastmusiker
- 1999: Charon – …and Forever Flows the Styx (Demo, Bass)
- 2001: Fall of Serenity – Grey Man’s Requiem (Bass, Gitarre, Gastgesang)
- 2008: Fall Of Serenity - Royal Killing (Drums)
- 2003: Warspite – Gallery of the Macabre (Gitarre)
- 2005: Desaster –  Angelwhore (Intro)
- 2006: Atanatos – Beast Awakening (Schlagzeug und Gesang)
- 2008: ExInferis – Hidjama (Gitarre)
- 2008: Misery Speaks – Catalogue of Carnage (Gitarre)
- 2011: Purgatory – Necromantaeon (Gitarre)
- 2013: Purgatory –  Deathkult – Grand Ancient Arts (Gitarre)

### Als Produzent oder Mastering (Auswahl)
- 2002: Maroon – Antagonist
- 2005: Morrigan – Headcult
- 2006: Aeveron – The Ancient Realm (EP) (Mix & Mastering)
- 2006: Morrigan – Welcome to Samain (Mastering)
- 2007: Maroon – The Cold Heart of the Sun (Recording)
- 2006: Morrigan – The Damned (Mastering)
- 2008: Blizzard: The Return of Pure Filth and Mayhem (EP) (Mastering)
- 2008: Aeveron – Existential Dead End (Recording, Mix, Mastering)
- 2009: Blizzard – The Roaring Tanks of Armageddon (Mastering)
- 2009: Macbeth - Gotteskrieger (Komplettproduktion: Aufnahme, Mix & Mastering)
- 2009: Fjoergyn – Jahreszeiten (Mix)
- 2009: Neaera – Omnicide – Creation Unleashed (Recording)
- 2010: Dissection – Live Rebirth (Mastering)
- 2011: Blizzard –  Rock ’n’ Roll Overkill (Mastering)
- 2011: Darkthrone: Sempiternal Past – The Darkthrone Demos (Remastering)
- 2011: Moshquito – Metallic Grave (Demos 1987-1989) (Remastering)
- 2011: Tokyo Blade – Genghis Khan Killers (Remastering)
- 2012: Abyssous – …Smouldering (Demo) (Mastering)
- 2012: Desaster – The Arts of Destruction (Mix & Mastering)
- 2012: Macbeth - Wiedergänger (Komplettproduktion: Aufnahme, Mix & Mastering)
- 2013: Abyssous – …Smouldering (LP, Iron Bonehead Productions) (Mastering)
- 2013: Jag Panzer – Ample Destruction (Remastering)
- 2013: Jag Panzer – Tyrants (Remastering)
- 2013: Jag Panzer – Chain Of Command (Remastering)
- 2013: Jag Panzer – Shadow Thief (Remastering)
- 2013: Morrigan – Diananns Whisper (Mastering)
- 2013: Moonblood – From Hell – The Gift of Hatred (Box-Set, Remastering)
- 2013: Necros Christos – I in Darkness II in Damnation III in Death 2002-2007 (Remastering)
- 2014: Ambush – Firestorm (Mix & Mastering)
- 2014: Stallion - Rise And Ride (Mix & Mastering)
- 2014: Blitzkrieg – The Boys from Brazil Street: 1981 Revisited - The Archives Vol. 1 (Remastering)
- 2014: Cloven Hoof – Resist or Serve (Mix & Mastering)
- 2014: Grave – Soulless (Remastering)
- 2014: Massacra – Signs of the Decline, Final Holocaust, Enjoy the Violence (Remastering)
- 2015: Kali Yuga - Kali Yuga (Komplettproduktion: Aufnahme, Mix & Mastering)
- 2015: Toxic Evolution - Under Toxic Control (Mix & Mastering)
- 2015: Macbeth - Imperium (Komplettproduktion: Aufnahme, Mix & Mastering)
- 2015: Purgatory - Omega Void Tribunal (Komplettproduktion: Aufnahme, Mix & Mastering)
- 2016: Desaster - The Oath Of An Iron Ritual (Komplettproduktion: Aufnahme, Mix & Mastering)
- 2016: Gateway To Selfdestruction - Death, My Salvation (Komplettproduktion: Aufnahme, Mix & Mastering)
- 2018: Asphagor - The Cleansing  (Komplettproduktion: Aufnahme, Mix & Mastering)
- 2019: Sodom - Out Of The Frontline Trench (Mastering)
- 2019: Macbeth - Gedankenwächter (Komplettproduktion: Aufnahme, Mix & Mastering)